# Лагус, Рубен
Эрнст Рубен Лагус (Ernst Ruben Lagus, 12 октября 1896 Коски — 15 июля 1959, Лохья) — финляндский военачальник, генерал-майор.
Во время Зимней войны был квартирмейстером, а позже, во время Советско-финской (1941—1944) и Лапландской войн, командовал Финской бронетанковой дивизией (единственной бронетанковой дивизии Финляндии). 22 июля 1941 года стал первым кавалером Креста Маннергейма.

## Биография

### Ранние годы
Рубен Лагус родился в приходе Коски (фин. Kosken pitäjä) Тавастгусской губернии в 1896 году в семье финских шведов. Его родителями были лесничий и магистр философии Александр Габриэль Лагус (швед. Alexander Gabriel Lagus) и Эмма Матильда Бельман (швед. Emma Matilda Bellman).

### Первая мировая война
В возрасте 19 лет (10.10.1915) добровольцем вступил в 1-ю роту 27-го Егерского батальона Германии, как и его брат, уехавший чуть ранее, и участвовал в боевых действиях на Восточном фронте: сражения на реке Мисе, Рижском заливе и на реке Западная Аа.

### Гражданская война в Финляндии
11 февраля 1918 года вступил в создаваемую в Германии Финскую Белую армию, принёс присягу на верность и подписал обязательство о службе в армии , после чего ему было присвоено звание лейтенанта. 25 февраля 1918 года, основные силы Финской Белой армии были перемещены из Германии в город Вааса, на западном побережье Финляндии.
Принимал участие в боях при Тампере и Куоккале в составе 2-го Егерского полка в качестве адъютанта штаба полка.

### Карьера офицера
После Гражданской войны в Финляндии остался служить во 2-м Егерском полку в качестве офицера-пулемётчика, потом командира пулемётной роты 1-го батальона. 16 мая 1924 года был переведён в Школу офицеров запаса командиром роты. 17 февраля 1927 года назначен исполняющим обязанности командира 3-го велосипедного батальона.
В 1928 году окончил курс командиров Военного училища и 22 декабря 1928 года был назначен директором школы унтер-офицеров.
1 июля 1933 назначен начальником штаба 2-й дивизии, 4 апреля 1936 — командиром ремонтного батальона, позднее — ремонтного полка.
В 1939 году направлен в учебную командировку в Швецию, где наблюдал шведские полевые учения и проходил обучение снабжению воинских частей в военных условиях.
В 1941–1942 годах также находился в Германии, где обучался действиям лёгких пехотинцев и использованию противотанковых средств.

### Военные годы (1939—1945)
В 1944 году танковая дивизия под командованием генерал-майора Рубена Лагуса была перемещена на Карельский фронт, где 9 июня того же года Красная армия начала мощное наступление. Приняв на себя удар советских танковых клиньев, самоходчики финской танковой дивизии записали на свой счёт 87 подбитых танков и десятки уничтоженных противотанковых орудий.

### Послевоенная жизнь
Лагус служил командиром 2-й дивизии до 1947 года, когда он ушёл с регулярной службы. Он перешёл на должность директора фирмы Lohjan Salo Oy, в которой работал до 1959 года.

### Семья
Лагус женился в 1921 году на Ольге Джоанне (Джейн) Рамзи, с которой развёлся в 1927 году. Он снова женился в 1935 году на Кенни Кристине Эмилии Гэдд. Сын Улоф Лагус (1925–2009) в 1944 году служил в дивизии своего отца и уничтожил не менее пяти советских танков, а после войны получил диплом юриста.

## Память
В 1996 году в Лохье в парке дома Лагуса (Villa Haikari, Haikarinkatu 2, 08100 Lohja) установлен памятник.